# 也孫真
也孫真（?—?），元朝公主，成吉思汗侄子按赤台（合赤温之子）的女儿。
元太宗窝阔台让侄女也孫真嫁给了亦乞列思的首领札忽儿臣，札忽儿臣是锁儿哈之子、孛秃之孙。孛秃是成吉思汗的妹夫兼女婿（帖木侖、火臣别吉的驸马）。锁儿哈的夫人是元太宗皇子阔出之女安禿。也孫真和札忽儿臣的儿子忽怜娶元宪宗之女伯雅倫公主，之后娶元宪宗之孙女卜兰奚，也孫真和札忽儿臣的孙子阿失驸马先娶撒儿塔陈公主，之后娶元成宗之女益里海雅、元宪宗曾孙女買的公主。札忽儿臣死后被元朝朝廷赠推诚靖宣佐运赞治功臣、太师、开府仪同三司、驸马都尉、上柱国，袭封昌王，谥忠靖。 